# Sergej Hočevar
Sergej Hočevar (tudi Sergi Sergio), slovenski slikar, grafik in likovni pedagog, * 26. oktober 1896, Trst, Avstro-Ogrska, † 16. junij 1973, Mendoza, Argentina.

## Življenje in delo
Rodil se je v družini Jakoba in Mercedes Hočevar rojene Andrič. Mati je bila slikarka in je sina že od mladih let uvajala v slikarstvo. Likovno se je vzgajal na Koroškem pri
šentpavelskem benediktincu slikarju in grafiku Swittbertu Sobisserju. Nato se je vpisal dunajski Grafični inštitut, se izpopolnjeval v fotografijiin grafiki, pri profesorju von Larischu pa študiral moderno tipografijo. Diplomira je leta 1915. Po diplomi je živel v Trstu in bil naslednje leto vpoklican k vojakom, kot planinski topničar je služil na italijanski fronti in bil tam tudi ranjen. Po vojni se je vrnil Trst. Svoja prva dela je podpisoval s psevdonimom Sergi Sergio. Leta 1919 je napravil lesorez Vojna in avtoportret v tehniki suhe igle, ki začenja dolgoletno serijo avtoportretov. Ta grafika in še grafika Moja babica sta bili sprejeti na Beneški bienale. Naslednji avtoportret nosi letnico 1921. Leta 1920 ga imenujejo konservatorja pri tržaški Sovrintendezi delle Belle Arti in tam ostane 5 let. Hkrati vneto dela in razstavlja v različnih krajih (Gorica, Monza, Pariz, Rio de Janeiro, Firence). Leta 1922 izide knjiga Tržaški slikarji in kiparji, knjiga predstavi tudi 39 grafik, od katerih je 24 
Hočevarjevih, ostalih 15 pa Černivčevih. Stopnjujoči fašizem ga vedno bolj duši in 1927 se kot toliko drugih Primorcev odloči za odhod v Argentino. Tu je sprva v Buenos Airesu je začel delati kot risar, nato odpotuje v provinco Santa Fe, kjer v istiomenskem mestu poučuje na šolah in akademiji. Leta 1943 se je preselil v Mendozo, kjer je bil na akademiji profesor grafike. Po smrti so pripravili več razstav njegovih del, 1977 pa so v Mendozi odprli prvi Nacionalni grafični salon, ki nosi njegovo ime. Hočevarjev opus nosi pečat ekspresionističnega duha, ki ironično poudarja sodobni svet, in ki se slikarsko strni v jasnih črtah, v kontrastu črnega in belega. Vrh ustvarjanja pa je dosegel v avtoportretih.